# Sarotherodon
Sarotheron é um gênero de peixes ciclídeos endêmicos da África e Israel. Recebem popularmente o nome de tilápia, juntamente com os gêneros Tilapia e Oreochromis.

## Espécies
- Sarotherodon caroli (Holly, 1930)
- Sarotherodon caudomarginatus (Boulenger, 1916)
- Sarotherodon galilaeus (Linnaeus, 1758) 	
  - Sarotherodon galilaeus borkuanus (Pellegrin, 1919)
  - Sarotherodon galilaeus boulengeri (Pellegrin, 1903)
  - Sarotherodon galilaeus galilaeus (Linnaeus, 1758)
  - Sarotherodon galilaeus multifasciatus (Günther, 1903)
  - Sarotherodon galilaeus sanagaensis (Thys van den Audenaerde, 1966)
- Sarotherodon linnellii (Lönnberg, 1903)
- Sarotherodon lohbergeri (Holly, 1930)
- Sarotherodon melanotheron melanotheron Rüppell, 1852 
  - Sarotherodon melanotheron heudelotii (Duméril, 1861)
  - Sarotherodon melanotheron leonensis (Thys van den Audenaerde, 1971)
  - Sarotherodon melanotheron melanotheron Rüppell, 1852
  - Sarotherodon melanotheron nigripinnis (Guichenot, 1861)
  - Sarotherodon melanotheron paludinosus Trewavas, 1983
- Sarotherodon mvogoi (Thys van den Audenaerde, 1965)
- Sarotherodon niloticus (Linnaeus, 1758)
- Sarotherodon occidentalis (Daget, 1962)
- Sarotherodon steinbachi (Trewavas, 1962)
- Sarotherodon tournieri (Daget, 1965) 
  - Sarotherodon tournieri liberiensis (Thys van den Audenaerde, 1971)
  - Sarotherodon tournieri tournieri (Daget, 1965)